# Kirilo Valentinovics Petrov
Kirilo Valentinovics Petrov (cirill betűkkel: Кирилo Валентинович Петров; Kijev, 1990. június 22. –) ukrán korosztályos válogatott labdarúgó, a lengyel Korona Kielce hátvédje.

## Pályafutása

### Klubcsapatokban
Petrov az ukrán fővárosban, Kijevben született. Az ifjúsági pályafutását a helyi Dinamo Kijiv akadémiájánál kezdte.
2007-ben mutatkozott be a Dinamo Kijiv felnőtt keretében. 2010 és 2013 között a Krivbasz Krivij Rihnél és a Hoverla Uzshorodnál szerepelt kölcsönben. 2013-tól 2020-ig több klubnál is megfordult, játszott például a Arszenal Kijiv, a lengyel Korona Kielce, a kazah Ordabaszi Simkent, az Olimpik Doneck és azeri Neftçi Baku csapatában is. 2020-ban a Kolosz Kovalivkához igazolt. 2022. április 6-án másféléves szerződést kötött a lengyel másodosztályban szereplő Korona Kielce együttesével. Először a 2022. április 9-ei, Zagłębie Sosnowiec ellen 2–1-re megnyert mérkőzés 82. percében, Dawid Błanik cseréjeként lépett pályára. Első gólját 2022. április 26-án, a Widzew Łódź ellen idegenben 2–1-es győzelemmel zárult találkozón szerezte meg. A 2021–22-es szezonban feljutottak az első osztályba.

### A válogatottban
Petrov az U16-ostól az U21-esig minden korosztályú válogatottban képviselte Ukrajnát.

## Statisztikák
2022. szeptember 11. szerint
| Klub             | Szezon   | Osztály        | Bajnokság | Bajnokság | Kupa és Ligakupa | Kupa és Ligakupa | Nemzetközi | Nemzetközi | Összesen | Összesen |
| Klub             | Szezon   | Osztály        | Meccs     | Gól       | Meccs            | Gól              | Meccs      | Gól        | Meccs    | Gól      |
| ---------------- | -------- | -------------- | --------- | --------- | ---------------- | ---------------- | ---------- | ---------- | -------- | -------- |
| Kolosz Kovalivka | 2019–20  | Premier League | 11        | 1         | 0                | 0                | —          | —          | 11       | 1        |
| Kolosz Kovalivka | 2020–21  | Premier League | 20        | 2         | 2                | 0                | 2          | 0          | 24       | 2        |
| Kolosz Kovalivka | 2021–22  | Premier League | 13        | 0         | 0                | 0                | 1          | 0          | 14       | 0        |
| Kolosz Kovalivka | Összesen | Összesen       | 44        | 3         | 2                | 0                | 3          | 0          | 49       | 3        |
| Korona Kielce    | 2021–22  | I Liga         | 9         | 1         | 0                | 0                | —          | —          | 9        | 1        |
| Korona Kielce    | 2022–23  | Ekstraklasa    | 9         | 1         | 0                | 0                | —          | —          | 9        | 1        |
| Korona Kielce    | Összesen | Összesen       | 18        | 2         | 0                | 0                | 0          | 0          | 18       | 2        |
| Összesen         | Összesen | Összesen       | 62        | 5         | 2                | 0                | 3          | 0          | 67       | 5        |

## Sikerei, díjai
Korona Kielce
- I Liga
  - Feljutó (1): 2021–22

Ukrán U19-es válogatott
- U19-es labdarúgó-Európa-bajnokság
  - Győztes (1): 2009

## Fordítás
Ez a szócikk részben vagy egészben  a   Kyrylo Petrov című angol Wikipédia-szócikk fordításán alapul.  Az eredeti cikk szerkesztőit annak laptörténete sorolja fel. Ez a jelzés csupán a megfogalmazás eredetét és a szerzői jogokat jelzi, nem szolgál a cikkben szereplő információk forrásmegjelöléseként.